# Comté de Dallam
Le comté de Dallam (anglais : Dallam County) est un comté situé dans l'extrême nord de l'État du Texas aux États-Unis. Le siège du comté est Dalhart. Selon le recensement de 2030, sa population est de 7 115 habitants. 
Le comté a une superficie de 3 899 km2, dont 3 897 km2 en surfaces terrestres.

## Comtés adjacents
|                               | Comté de Cimarron Oklahoma |                  |
| Comté d'Union Nouveau-Mexique | comté de Dallam            | Comté de Sherman |
|                               | Comté de Hartley           | Comté de Moore   |

## Dèmographie
| Groupes                          | Comté de Dallam | Texas | États-Unis |
| -------------------------------- | --------------- | ----- | ---------- |
| Blancs                           | 80,1            | 70,4  | 72,4       |
| Autres                           | 13,1            | 10,6  | 6,4        |
| Métis                            | 3,7             | 2,7   | 2,9        |
| Afro-Américains                  | 1,3             | 11,9  | 12,9       |
| Amérindiens                      | 1,2             | 0,7   | 0,9        |
| Asiatiques                       | 0,6             | 3,8   | 4,8        |
| Total                            | 100             | 100   | 100        |
|                                  |                 |       |            |
| Hispaniques et Latino-Américains | 40,5            | 37,9  | 16,7       |

Selon l'American Community Survey, pour la période 2011-2015, 67,40 % de la population âgée de plus de 5 ans déclare parler anglais à la maison, alors que 29,40 % déclare parler l’espagnol, 1,73 % l'allemand et 1,18 % une autre langue.

## Principales villes
- Dalhart
- Kerrick
- Perico
- Texline